# Hôtel Warzée
L'ancien hôtel Warzée appelé aussi immeuble Tart est un immeuble classé de style néo-classique situé à Liège en Belgique.

## Situation
Cet immeuble se trouve dans le centre de Liège au no 16 de la place Saint-Jacques, en retrait, au fond d'une petite cour fermée par des grilles et à proximité de l'église Saint-Jacques-le-Mineur. 

## Histoire et description
L'immeuble a été créé et réalisé vers 1780 pour le premier propriétaire, le notaire Warzée.
Cet immeuble symétrique compte initialement trois larges travées et trois niveaux (deux étages). Deux travées latérales d'un seul étage ont été ajoutées vers 1840. La façade avant, percée de baies rectangulaires, est recouverte d'un décor de stuc depuis les années 1860. Ce stuc a été rénové vers 2015 passant d'une couleur grise à une couleur blanc crème. Des guirlandes surmontent les linteaux des baies des deux étages et des frontons en arc de cercle ornent seulement le premier étage. La façade avant est rythmée par quatre chaînes à refend. La façade arrière a conservé son aspect originel (baies rectangulaires).

## Classement
L'immeuble est repris sur la liste du patrimoine immobilier classé de Liège depuis le 7 octobre 1985.